# Муравьи-амазонки

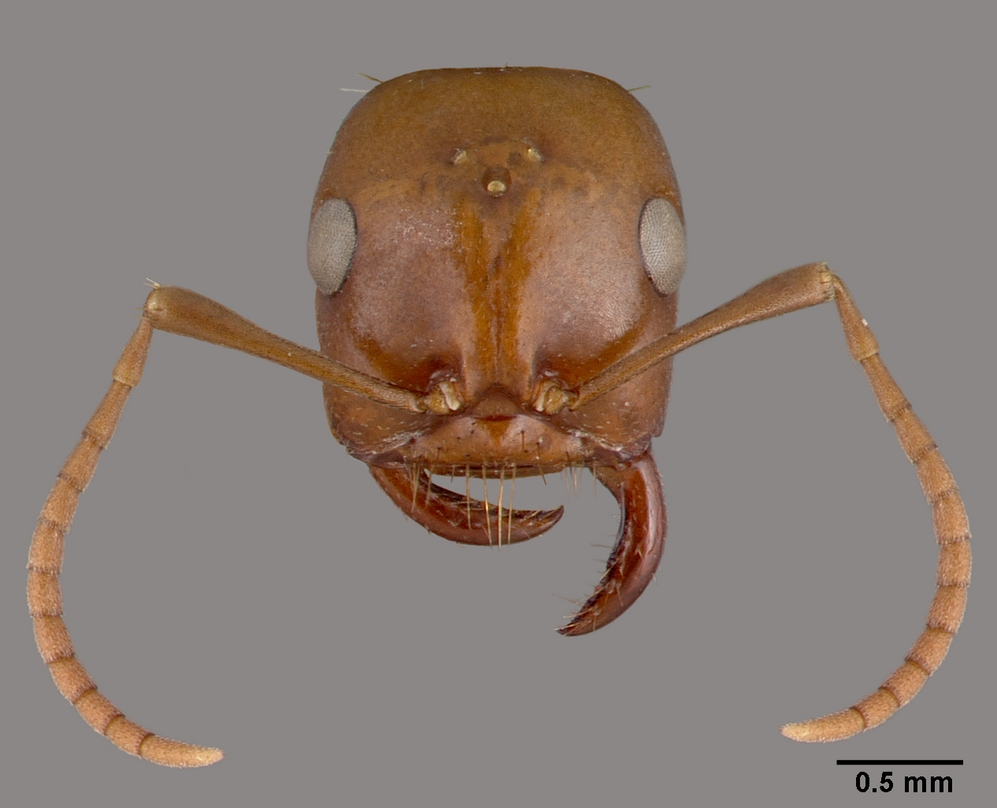
Саблевидные челюсти солдата Жёлтый муравей-амазонка|жёлтого муравья-амазонки (Polyergus rufescens)

Муравьи́-амазо́нки (лат. Polyergus) — род муравьёв из подсемейства формицины (Formicinae), включающий виды, ведущие «рабовладельческий» образ жизни.

## Распространение
Голарктика (Северная Америка и Северная Евразия).

## Экология
Социальные паразиты других видов муравьёв Formica (Формика), которых они используют в качестве рабочей силы («рабов»), похищая их на стадии куколки. Своей касты рабочих не имеют (либо их функции изменены).

## Описание
Отличаются крупными саблевидными челюстями без зубцов (у близкого рода Formica (Формика) они имеются). Длина тела около 1 см. Стебелёк между грудкой и брюшком состоит из одного членика петиоля с вертикальной чешуйкой.

## Классификация
Относится к трибе Formicini, к которой относятся и муравьи рода Formica (Формика), используемые в качестве «рабов».

## Виды
Известно около 15 видов и подвидов: в Палеарктике и в Неарктике.
- Жёлтый муравей-амазонка (Polyergus rufescens) — Европа, западная Азия

### Polyergus rufescens-brevicepsgroup
- Polyergus rufescens
- Polyergus breviceps — Северная Америка (запад)
- Polyergus bicolor
- Polyergus mexicanus
- Polyergus topoffi
- Polyergus vinosus

### Polyergus samuraigroup
- Polyergus samurai — Дальний Восток, Япония, Корея, восточный Китай
- Polyergus nigerrimus — Монголия, Тува[3]

### Polyergus lucidusgroup
- Polyergus lucidus — Северная Америка (восток)
- Polyergus longicornis — Северная Америка (восток)
- Polyergus montivagus
- Polyergus oligergus
- Polyergus ruber
- Polyergus sanwaldi

## Охранный статус
Несколько их видов занесены в Красный список угрожаемых видов МСОП (The IUCN Red List of Threatened Species) в категорию уязвимые виды (VU):
 Polyergus breviceps — уязвимый
 Polyergus lucidus — уязвимый
 Polyergus nigerrimus — уязвимый
 Polyergus samurai — уязвимый